# Götz Argus
Götz Argus (* 6. April 1961 in Greiz, DDR; † 27. März 2019 in Mossautal (Odenwald)) war ein deutscher Schauspieler.

## Werdegang
Nach einer Ausbildung als Kunsttischler absolvierte er ein Schauspielstudium an der Theaterhochschule „Hans Otto“ in Leipzig.
Nach Stationen am Neuen Schauspiel Leipzig, an der Volksbühne Berlin, am Schauspiel Frankfurt, am Mousonturm Frankfurt, am Schauspielhaus Graz, am Bayerischen Staatsschauspiel und am Staatstheater Stuttgart gehörte er von 1996 bis 2006 fest zum Ensemble des Düsseldorfer Schauspielhauses unter Anna Badora, mit der er später noch einmal nach Graz wechselte. Ab 2003 war er Ensemblemitglied bei der japanischen "Suzuki Company of Toga". Seit 2010 war er ständiger Gast am "Attis Teatro Athen" und bei Festivals in Griechenland, Polen, Finnland und Japan. Auch auf Opernbühnen war Götz Argus zu erleben, unter anderem in Madrid, in Bilbao sowie an der Deutschen Oper am Rhein. Von 2011 bis 2018 war er festes Ensemblemitglied am Residenztheater bei Martin Kušej. Er war in Inszenierungen unter anderem von Dimiter Gotscheff, Martin Kušej und Michael Thalheimer zu sehen. Und er prägte die Münchner Castorf-Abende: Er spielte in Frank Castorfs Inszenierungen Kasimir und Karoline, Reise ans Ende der Nacht, Baal sowie in Die Abenteuer des guten Soldaten Švejk im Weltkrieg.
Argus trat auch regelmäßig in Film und Fernsehen auf. Er spielte den Gefängnisinsassen Paul Botz in der RTL-TV-Serie Der Knastarzt (2014) und war in der Filmproduktion Der Sandmann (1995) an der Seite von Götz George zu sehen.
Er starb mit 57 Jahren am 27. März 2019 nach langer Krankheit in seinem Haus in Mossautal im Odenwald.

## Filmografie (Auswahl)
- 1995: Der Sandmann (Fernsehfilm)
- 1995: Rattenfang
- 1999: SK Kölsch (Fernsehserie, 1 Episode)
- 1999: Die Wache (Fernsehserie, 1 Episode)
- 1999–2004: Tatort (Fernsehreihe, 2 Episoden)
- 2000: Nesthocker – Familie zu verschenken (Fernsehserie, 1 Episode)
- 2001: Lammbock – Alles in Handarbeit
- 2001: Ritas Welt (Fernsehserie, Episode Kevins Prüfung)
- 2002: Der kleine Mönch (Fernsehserie, 1 Episode)
- 2002: Alarm für Cobra 11 – Die Autobahnpolizei (Fernsehserie, 1 Episode)
- 2004: Der Elefant – Mord verjährt nie (Fernsehserie, 1 Episode)
- 2004: Alles Atze (Fernsehserie, 1 Episode)
- 2004: Die Daltons gegen Lucky Luke (Les Dalton)
- 2004–2011: SOKO Köln (Fernsehserie, 2 Episoden)
- 2005: Vera – Die Frau des Sizilianers (Fernsehfilm)
- 2005: Speer und Er (Fernsehminiserie)
- 2008: Kill or Be Killed (Kurzfilm)
- 2009: Bloodbound (Video)
- 2009: Pastewka (Fernsehserie, 1 Episode)
- 2011: Heiter bis tödlich: Henker & Richter (Fernsehserie, 1 Episode)
- 2012: Kommissar Stolberg (Fernsehserie, 1 Episode)
- 2013: Die Chefin (Fernsehserie, 1 Episode)
- 2014: Der Knastarzt (Fernsehserie, 6 Episoden)
- 2016: Heldt (Fernsehserie, 1 Episode)